# Alvise II Mocenigo
Alvise II Mocenigo, född 1628, död 1709, var en venetiansk doge. Han var regerande doge av Venedig 1700–1709. 